# منتخب السعودية لكرة القدم للسيدات

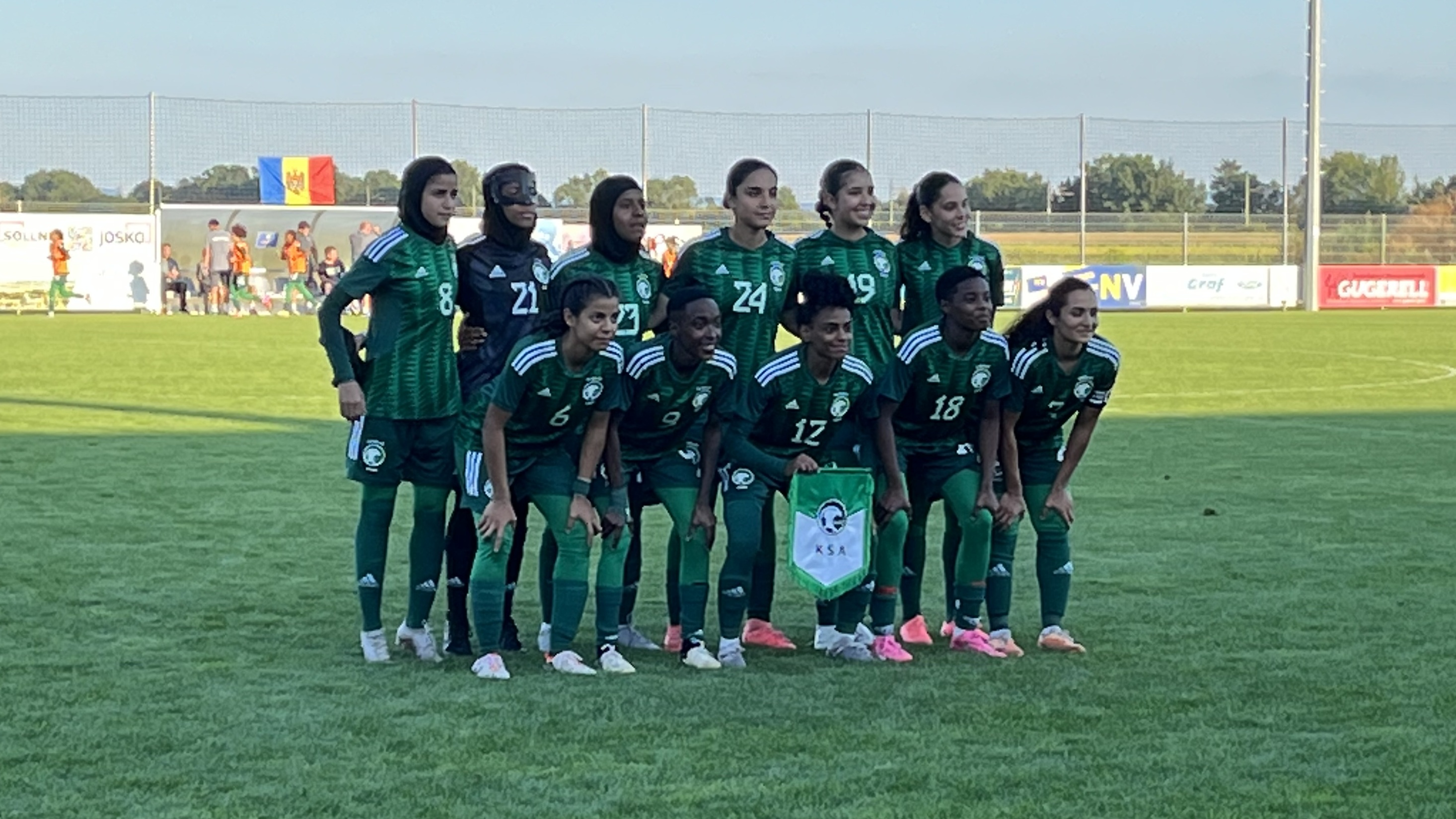
لاعبات المنتخب السعودي للسيدات.

منتخب السعودية لكرة القدم للسيدات، هو فريق قومي لكرة القدم في السعودية، حيث خاض مبارتين ضد منتخبيْ جزر المالديف وجزر سيشل. وتم تصنيف منتخب السعودية للسيدات من قبل الاتحاد الدولي لكرة القدم لأول مرة في تاريخه في 24 مارس 2023، حيث حلّ في المرتبة الـ171 عالمياً من أصل 188 منتخباً حاضراً في قائمة المنتخبات العالمية.

## قائمة مدربو المنتخب السعودي للسيدات
- مونيكا ستاب: (11 أغسطس 2021 - 13 فبراير 2023)[8]
- روزا لابي سيبالا: (13 فبراير 2023 - 24 أكتوبر 2023)[9]
- لويس كورتيس: (تاريخ التعيين: 11 ديسمبر 2023)[10]